# Economia

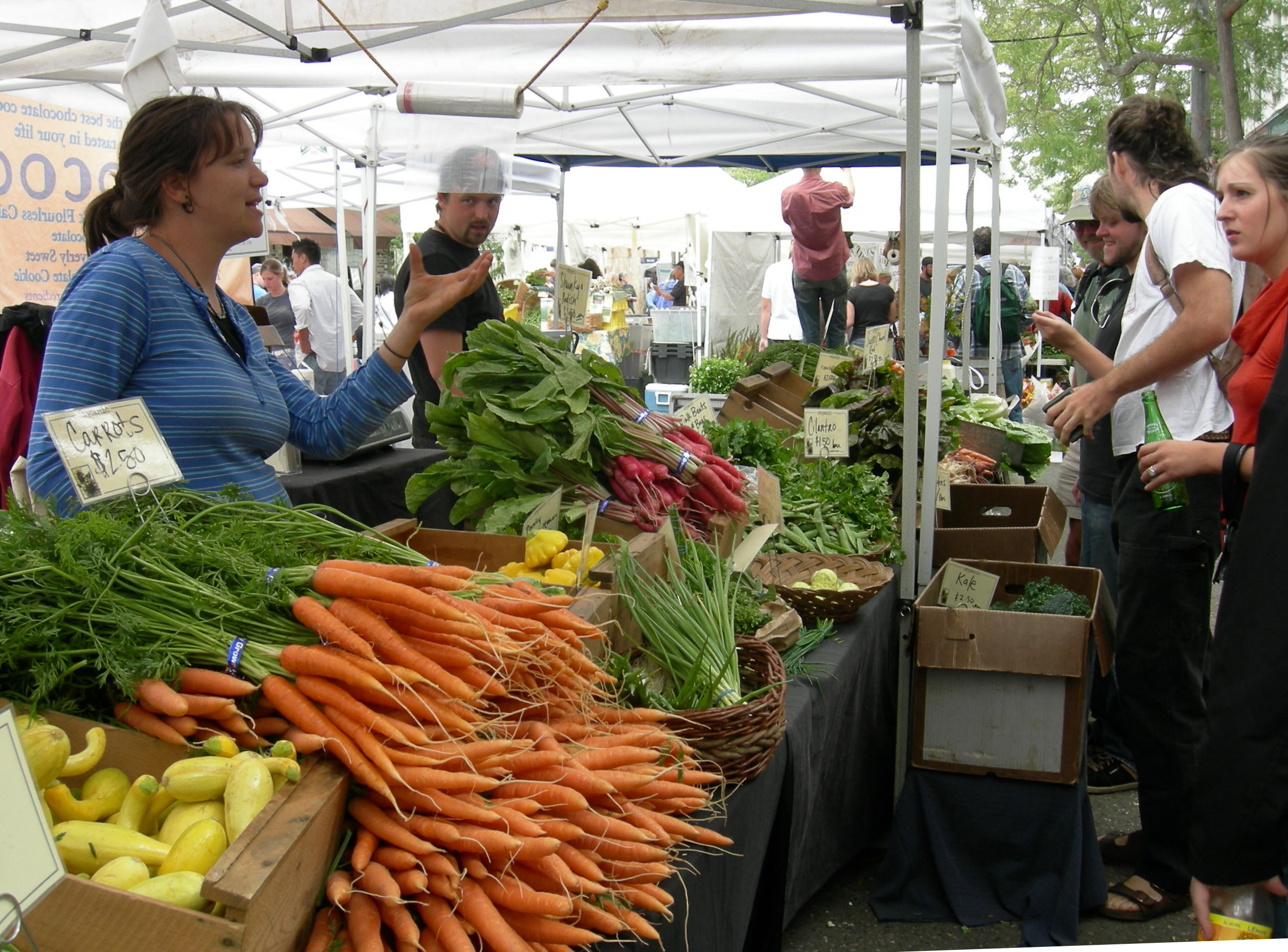
Os economistas estudam as decisões de produção, troca e consumo, como aquelas que ocorrem em um mercado tradicional.

Economia (do grego: οικονομία oikosnomos, "regras da casa") (também chamada de ciência económica (português europeu) ou ciência econômica (português brasileiro)) é a ciência que consiste na análise da produção, distribuição e consumo de bens e serviços. Portanto, a economia é o estudo das escolhas dos indivíduos e do que possibilita a compatibilidade nas escolhas de todos. Esta ciência social estuda a atividade económica, através da aplicação da teoria económica, tendo, na gestão, a sua aplicabilidade prática.
Os modelos e técnicas atualmente usados em economia evoluíram da economia política do final do século XIX, derivado da vontade de usar métodos mais empíricos à semelhança das ciências naturais. Pode representar, em sentido lato, a situação económica de um país ou região; isto é, a sua situação conjuntural (relativamente aos ciclos da economia) ou estrutural.
A economia é, geralmente, dividida em dois grandes ramos: a microeconomia, que estuda os comportamentos individuais, e a macroeconomia, que estuda o resultado agregado dos vários comportamentos individuais. Atualmente, a economia aplica o seu corpo de conhecimento para análise e gestão dos mais variados tipos de organizações humanas (entidades públicas, empresas privadas, cooperativas, etc.) e domínios (internacional, finanças, desenvolvimento dos países, ambiente, mercado de trabalho, cultura, agricultura, etc.).
Outras formas de divisão da disciplina são: a distinção entre economia positiva ("o que é", que tenta explicar o comportamento ou fenômeno econômico observado) e economia normativa ("o que deveria ser", frequentemente relacionado com políticas públicas); a distinção entre economia ortodoxa, aquela que lida com o nexo "racionalidade-individualismo-equilíbrio", e a economia heterodoxa, que pode ser definida por um nexo "instituições-história-estrutura social".

## O termo e suas várias definições
Várias definições modernas da 'ciência econômica' foram propostas, algumas refletem visões em evolução do assunto ou visões diferentes entre economistas, incluindo a definição de 'economia' como "o que os economistas fazem".

O termo anterior para a 'ciência econômica' era 'economia' política. Ele é adaptado do uso mercantilista francês de économie politique, que estendeu a economia do termo grego antigo para gerenciamento de domicílio ao domínio nacional como administração pública dos assuntos de estado. Sir James Steuart (1767) escreveu o primeiro livro em inglês com 'economia política' no título, explicando-a como tal: 
A economia em geral [é] a arte de suprir todas as necessidades de uma família, [portanto, a ciência da economia política] procura garantir um certo fundo de subsistência para todos os habitantes, evitar todas as circunstâncias que possam torná-lo precário; fornecer tudo o que é necessário para suprir as necessidades da sociedade e empregar os habitantes ... de maneira a criar naturalmente relações e dependências recíprocas entre eles, de modo a suprir uns aos outros as necessidades recíprocas.
A página de rosto dava como tema "população, agricultura, comércio, indústria, dinheiro, moedas, juros, circulação, bancos, câmbio, crédito público e impostos". O filósofo Adam Smith (1776) define o assunto como "uma investigação sobre a natureza e as causas da riqueza das nações", em particular como:
um ramo da ciência de um estadista ou legislador [com o duplo objetivo de fornecer] uma receita ou subsistência abundante para o povo ... [e] fornecer ao estado ou à comunidade uma receita para os serviços públicos.
Jean-Baptiste Say (1803), distinguindo o assunto de seus usos em políticas públicas, define-o como a ciência da produção, distribuição e consumo de riqueza. No lado satírico, Thomas Carlyle (1849) cunhou "a triste ciência" ou ciência sombria ("the dismal science") como um epíteto da economia clássica, nesse contexto, comumente ligado à análise pessimista de Malthus (1798). John Stuart Mill (1844) define o assunto em um contexto social como: 
A ciência que traça as leis desses fenômenos da sociedade que surgem das operações combinadas da humanidade para a produção de riqueza, na medida em que esses fenômenos não são modificados pela busca de qualquer outro objeto.
A mudança do nível social para o individual aparece nas principais obras da Revolução Marginal. A definição de Carl Menger reflete o foco no homem economizante: 
Pois a teoria econômica está preocupada, não com regras práticas para a atividade econômica, mas com as condições sob as quais os homens se envolvem em atividades providentes direcionadas à satisfação de suas necessidades.
William Stanley Jevons, outro autor muito influente da Revolução Marginal, define a economia destacando os aspectos hedônicos e quantitativos da ciência: 
Neste trabalho, tentei tratar a Economia como um Cálculo de Prazer e Dor e esbocei, quase independentemente das opiniões anteriores, a forma que a ciência, como me parece, deve finalmente assumir. Há muito tempo penso que, ao lidar com quantidades, deve ser uma ciência matemática em matéria, se não em linguagem.
A disciplina foi renomeada no final do século XIX, principalmente devido a Alfred Marshall, na língua inglesa de "economia política" para "econômica" (economics) como um termo mais curto para "ciência econômica". Naquela época, tornou-se mais aberta ao pensamento rigoroso e fez uso crescente da matemática, o que ajudou a apoiar os esforços para que ela fosse aceita como ciência e como uma disciplina separada fora da ciência política e de outras ciências sociais. Alfred Marshall fornece uma definição ainda amplamente citada em seu livro Princípios de Economia (1890), que estende a análise além da riqueza e do nível social ao microeconômico, criando uma certa síntese das opiniões daqueles ainda mais solidários à economia política clássica (com foco na riqueza social) e aos primeiros a adotar as opiniões expressas na Revolução Marginal (com foco nas necessidades individuais). A inclusão de Marshall da expressão bem-estar também foi muito significativa para a discussão sobre a natureza da economia: 
Economia política ou Economics (Ciência Econômica) é um estudo da humanidade nos negócios comuns da vida; examina a parte da ação individual e social que está mais intimamente ligada à conquista e ao uso dos requisitos materiais do bem-estar. Assim, é por um lado um estudo da riqueza; e, por outro lado, e mais importante, parte do estudo do homem.
Lionel Robbins (1932) desenvolveu implicações do que foi denominado "talvez a definição atual mais comumente aceita do assunto": 
A economia é uma ciência que estuda o comportamento humano como uma relação entre fins e meios escassos que têm usos alternativos.
Robbins descreve a definição como não classificatória em "escolher certos tipos de comportamento", mas sim analítica em "focar a atenção em um aspecto particular do comportamento, a forma imposta pela influência da escassez".
Alguns comentários subsequentes criticaram a definição como excessivamente ampla ao não limitar seu assunto à análise de mercados. A partir da década de 1960, no entanto, esses comentários foram reduzidos à medida que a teoria econômica de maximizar o comportamento e a modelagem da escolha racional expandiram o domínio do assunto para áreas previamente tratadas em outros campos. Também existem outras críticas, como a escassez não levando em conta a macroeconomia do alto desemprego.
Gary Becker, colaborador da expansão da economia em novas áreas, descreve a abordagem que ele favorece como "combinando as suposições de se maximizar o comportamento, as preferências estáveis e o equilíbrio do mercado, usadas de forma implacável e inflexível". Um comentário caracteriza a observação como fazendo da economia uma abordagem, e não um assunto, mas com grande especificidade quanto ao "processo de escolha e ao tipo de interação social que [tal] análise envolve".
John Neville Keynes considerava a discussão que antecedeu a definição de economia mais importante do que a própria definição. Seria uma maneira de revelar o escopo, a direção e os problemas que a ciência enfrenta.
Uma revisão recente das definições de economia inclui uma variedade daquelas em livros didáticos de princípios, tal como descrições do assunto como o estudo de:
- a 'economia' (como atividade econômica);
- o processo de coordenação;
- os efeitos da escassez;
- a ciência da escolha;
- comportamento humano;
- seres humanos quanto à forma como coordenam desejos e vontades, dados os mecanismos de tomada de decisão, os costumes sociais e as realidades políticas da sociedade.

Conclui que a falta de concordância não precisa afetar o assunto tratado pelos textos. Entre os economistas de maneira mais geral, argumenta que uma definição específica apresentada pode refletir a direção em que o autor acredita que a economia está evoluindo ou deveria evoluir.

## Microeconomia

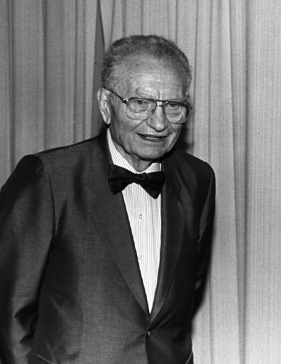
Paul Anthony Samuelson, um dos pais fundadores da Síntese neoclássica, autor de um dos manuais mais marcantes da história Economics (primeira edição em 1948) juntamente com os Princípios de economia política de John Stuart Mill (primeira edição de 1848) e os Princípios de economia política de Alfred Marshall (primeira edição de 1890).

Para Paul Krugman e Robin Wells,
"uma das principais questões da microeconomia é a busca da validade da intuição de Adam Smith, saber se os indivíduos na busca dos seus interesses próprios contribuem para promover os interesses da sociedade no seu conjunto".
Efetivamente, o foco de interesse da microeconomia é, antes de tudo, o estudo das escolhas dos agentes económicos, isto é, da forma como estes procedem dado um conjunto de diferentes opções, comparando os benefícios e inconvenientes para a prossecução dos seus objetivos ou para a satisfação dos seus interesses — o postulado utilitarista.
A microeconomia estuda as interações que ocorrem nos mercados em função da informação existente e da regulação estatal. Distinguem-se os mercado de bens e serviços dos mercados de fatores de produção, capital e trabalho, por terem diferentes agentes e formas de funcionamento.
A teoria compara os agregados da quantidade global demandada pelos compradores e da quantidade fornecida pelos vendedores, o que determina o preço.
Constrói modelos que descrevem como o mercado pode conseguir o equilíbrio entre o preço e a quantidade, ou como pode reagir a alterações do mercado ao longo do tempo, que é o que se denomina de mecanismo da oferta e da procura.
As estruturas de mercado, como a concorrência perfeita e o monopólio, são analisadas para tirar conclusões sobre o seu comportamento e a sua eficiência económica.
A análise de um mercado é feita a partir de hipóteses simplificadoras, como por exemplo a racionalidade dos agentes e equilíbrio parcial (parte-se do pressuposto de o mercado não é afetado pelo que se passa em outros mercados).
Uma análise em equilíbrio geral é um estudo mais abrangente, que permite avaliar as consequências sobre os outros mercados, para compreender as interações e os mecanismos que podem levar a uma situação de equilíbrio.

### Teoria microeconómica tradicional
A teoria microeconómica padrão assume que os agentes económicos, as famílias ou as empresas, são "racionais", isto é, supõe-se terem habilidades cognitivas e informações suficientes para, por um lado, construir critérios de escolha entre diferentes opções possíveis, por outro, para maximizar a sua satisfação dadas as restrições a que estão sujeitos. Presume-se que são capazes de identificar as restrições sobre estas escolhas, tanto restrições "internas" (as suas capacidades tecnológicas, no caso das empresas, por exemplo), como as "externas" (por exemplo, as resultantes da conjuntura económica). É o paradigma do homo economicus, que não implica a priori que os critérios de escolha dos indivíduos sejam puramente egoístas. Podem perfeitamente ser "racionalmente" altruístas.
Esta teoria deve sua existência à síntese feita pela economia matemática neoclássica das décadas de 1940 e 1950, entre os contributos da corrente marginalista do século XIX e da teoria do equilíbrio geral de Walras e Pareto.
John Hicks e Paul Samuelson são considerados os pais da microeconomia tradicional atual,:247 que podemos dividir em quatro áreas:
1. A teoria do consumidor, que estuda o comportamento das famílias ao fazer opções de consumo sujeitas a restrições orçamentais;
2. A teoria da firma, que estuda o comportamento de empresas que pretendem maximizar seus lucros sujeitos a restrições tecnológicas;
3. A teoria das trocas dos mercados, que podem ou não ser concorrenciais;
4. A teoria do ótimo econômico, que recorre ao conceito de Pareto para avaliar a eficiência económica das interações coletivas entre os agentes, através do comércio.

### Produção, custo e eficiência
Em microeconomia, produção é um processo que usa insumos para criar produtos, destinados ao comércio ou ao consumo. A produção é um fluxo, logo é mensurável através de um rácio por unidade de tempo. É comum distinguir entre a produção de bens de consumo (alimentos, cortes de cabelo, etc.) vs. bens de investimento (novos tratores, edifícios, estradas, etc.), bens públicos (defesa nacional, segurança pública, proteção civil, etc.) ou bens privados (computadores novos, bananas, etc.).
As entradas para o processo de produção incluem fatores de produção básicos como o trabalho, capital (bens duradouros usados na produção, como uma fábrica) e terra (incluindo recursos naturais). Outros fatores incluem bens intermédios usados na produção dos bens finais, como por exemplo o aço no fabrico de um carro novo.
O custo de oportunidade, relacionado com o custo económico, é o valor da melhor alternativa disponível quando se tem que fazer uma escolha entre duas opções mutuamente exclusivas. É descrita como sendo a expressão da "relação básica entre escassez e escolha". O custo de oportunidade é um fator que garante a utilização eficiente dos recursos escassos, pois o custo é ponderado face ao valor gerado, no momento de decidir aumentar ou reduzir uma atividade.
Os custos de oportunidade não se restringem a custos monetários. Podem também ser medidos em tempo (de lazer, por exemplo) ou qualquer outra coisa que corresponda a um benefício alternativo (utilidade, no vocabulário microeconómico) A eficiência económica descreve o quanto um sistema utiliza bem os recursos disponíveis, dada a tecnologia disponível. A eficiência aumenta se conseguirmos obter um maior resultado sem aumentar os recursos usados, ou seja, se conseguirmos reduzir o "desperdício". Dizemos que temos uma eficiência de Pareto quando estamos num ponto onde nenhuma alteração na forma como usamos os recursos disponíveis consegue melhorar o resultado para alguém sem piorar a situação de outro.

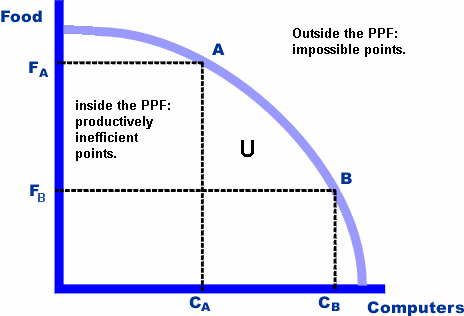
Fronteira de possibilidades de produção

A fronteira de possibilidades de produção (FPP) é uma ferramenta analítica que representa a escassez, custo e eficiência. No caso mais simples, estudamos uma economia que produz apenas dois bens. A FPP é uma tabela ou gráfico (ver ilustração) que mostra as várias combinações de quantidades dos dois produtos que é possível ter, dado a tecnologia e os fatores de produção disponíveis.
Cada ponto na curva mostra uma produção potencial total máxima para a economia, que é a produção máxima possível para um bem, dada uma quantidade de produção para o outro bem. É um ponto de eficiência produtiva por maximizar a produção para um total dado de insumos. Um ponto "dentro" da curva é possível mas representa ineficiência produtiva (uso de insumos com desperdício), no sentido de que é possível aumentar a produção de um ou ambos os bens no sentido nordeste em direção a um ponto na curva.
O gráfico na ilustração exemplifica uma curva com todos os pontos economicamente eficientes. O ponto A no gráfico, por exemplo, indica-nos que a produção de FA de comida e CA de computadores é eficiente. O mesmo se passa com FB de comida e CB de computadores (ponto B). Os pontos abaixo dessa linha são ineficientes, pois é possível aumentar a produção de um dos bens sem ser forçado a reduzir a produção do outro.
A escassez é representada na figura pela impossibilidade de se poder produzir para além da FPP. São os pontos acima da linha, impossíveis de atingir com os recursos e tecnologia disponíveis. É também representada pelo declive da curva, que representa o quanto da produção de um bem diminui quando a produção do outro aumenta, numa relação inversa. Isso ocorre porque uma maior produção de um bem requer a transferência de insumos da produção do outro bem, forçando a sua diminuição. É um exemplo de custo de oportunidade e significa que escolher mais de um bem implica ter menos do outro.
Estar na curva pode ainda não satisfazer completamente a Eficiência Alocativa (assim como a eficiência de Pareto) se a curva não consistir numa combinação de produtos que os consumidores tenham preferência face a outros pontos ou combinações.:Cap.1-C Numa economia de mercado, o ponto da curva onde a economia se posiciona pode ser explicado pela escolha que os agentes pensam mais preferível.
Muito da economia aplicada em políticas públicas está preocupada em determinar como a eficiência de uma economia pode ser aumentada. :Cap.2,"Efficiency" Encarar a realidade da escassez para então perceber como podemos organizar a sociedade para ter o uso mais eficiente dos recursos tem sido descrito como sendo a "essência da economia", onde a disciplina "faz a sua contribuição ímpar".:5

### Especialização
A especialização é considerada um aspecto chave para a eficiência económica, devido a diferentes agentes (indivíduos ou países) terem diferentes vantagens comparativas.
Mesmo que um país detenha vantagem absoluta em todos os setores, tem vantagem em se especializar nas áreas onde tenha as maiores vantagens comparativas, efetuando depois trocas comerciais com outros países. Consegue desta forma obter uma maior quantidade dos produtos onde não se especializou comparado com a opção de produzir tudo por si.
Um exemplo disso é a especialização dos países desenvolvidos em produtos de alta tecnologia, preferindo adquirir os bens de manufatura aos países em desenvolvimento, onde a mão de obra é barata e abundante.
A teoria defende que desta forma se consegue obter um maior total de produtos e utilidade, comparando com a situação em que cada país decide pela produção própria de todos os produtos.
A teoria da vantagem comparativa é responsável pela crença generalizada dos economistas nos benefícios do comércio livre.
O conceito aplica-se a indivíduos, fazendas, fábricas, fornecedores de serviços e a economias.
Em qualquer um destes sistemas produtivos podemos ter:
- uma divisão do trabalho onde cada trabalhador é responsável por uma tarefa distinta e especializada fazendo parte do esforço produtivo, ou
- diferentes formas de uso do capital fixo e da terra.[40][41][42]

A Riqueza das Nações (1776), de Adam Smith faz uma discussão notável dos benefícios da divisão do trabalho. A forma como os indivíduos podem aplicar da melhor forma o seu trabalho, ou qualquer outro recurso, é um tema central do primeiro livro da obra.
Smith afirmava que um indivíduo deveria investir recursos, por exemplo, terra e trabalho, de forma a obter o maior retorno possível.
Desta forma, as várias aplicações de um mesmo recurso devem ter uma taxa de retorno igual (ajustada pelo risco relativo associado a cada atividade). Caso contrário, acabaria por ocorrer uma realocação de recursos melhorando o retorno.
O economista francês Turgot fez o mesmo raciocínio dez anos antes, em 1766. Estas ideias, escreveu George Stigler, são a proposição central da teoria econômica.
De forma mais geral, a teoria diz que fatores do mercado, como os custos de produção e os preços dos insumos, determinam a alocação dos fatores de produção tendo em conta a vantagem comparativa.
São escolhidos os insumos mais baratos, de forma a ter o mais baixo custo de oportunidade para cada tipo de produto.
Com este processo, a produção agregada aumenta como efeito colateral. Esta especialização da produção cria oportunidades para ganhos com o comércio em que os detentores dos recursos beneficiam do comércio vendendo um tipo de produto contra outros bens de maior valor.
Uma medida dos ganhos de comércio é o aumento na produção (formalmente, a soma do acréscimo do excedente do consumidor e dos lucros do produtor) resultante da especialização na produção e do consequente comércio.:Caps.2,12,15

### Oferta e demanda

O modelo de oferta e demanda descreve como os preços variam de acordo com o equilíbrio entre a disponibilidade e a procura. O gráfico mostra um aumento na demanda de D_{1} para D_{2} e o consequente aumento no preço e na quantidade necessário para se atingir um novo ponto de equilíbrio na curva de oferta (S).

A teoria de oferta e demanda explica os preços e as quantidades dos bens transacionados numa economia de mercado e as respetivas variações.
Na teoria microeconômica em particular, refere-se à determinação do preço e quantidade num mercado de concorrência perfeita, que tem um papel fundamental na construção de modelos para outras estruturas de mercado, como monopólio, oligopólio e competição monopolística) e para outras abordagens teóricas.
Para o mercado de um bem, a demanda mostra a quantidade que os possíveis compradores estariam dispostos a comprar para cada preço unitário do bem. A demanda é frequentemente representada usando uma tabela ou um gráfico relacionando o preço com a quantidade demandada (ver figura).
A teoria da demanda descreve os consumidores individuais como entidades "racionais" que escolhem a quantidade "melhor possível" de cada bem, em função dos rendimentos, preços, preferências, etc.
Uma expressão para isso é 'maximização da utilidade restringida' (sendo a renda a "restrição" da demanda).
Para esse contexto, "utilidade" refere-se às hipotéticas preferências relativas dos consumidores individuais.
A utilidade e a renda são então usadas para modelar os efeitos de mudanças de preço nas quantidades demandadas.
1. A lei da demanda diz que, regra geral, o preço e a quantidade demandada num determinado mercado estão inversamente relacionados. Por outras palavras, quanto mais alto for o preço de um produto, menos pessoas estarão dispostas ou poderão comprá-lo (todo o resto inalterado). Quando o preço de um bem sobe, o poder de compra geral diminui (efeito renda) e os consumidores mudam para bens mais baratos (efeito substituição). Outros fatores também podem afetar a demanda. Por exemplo, um aumento na renda desloca a curva da demanda em direção oposta à origem, como é exemplificado na figura. Oferta é a relação entre o preço de um bem e a quantidade que os fornecedores colocam à venda para cada preço desse bem. A oferta é normalmente representada através de um gráfico relacionando o preço com a quantidade ofertada. Assume-se que os produtores maximizam o lucro, o que significa que tentam produzir a quantidade que lhes irá dar o maior lucro possível. A oferta é tipicamente representada como uma relação diretamente proporcional entre preço e quantidade (tudo o resto inalterado). Por outras palavras, quanto maior for o preço pelo qual uma mercadoria pode ser vendida, mais produtores estarão dispostos a fornecê-la. O preço alto incentiva a produção. Em oposição, para um preço abaixo do equilíbrio, há uma falta de bens ofertados em comparação com a quantidade demandada pelo mercado. Isso faz com que o preço suba. O modelo de oferta e demanda prevê que, para curvas de oferta e demanda dadas, o preço e quantidade irão se estabilizar no preço em que a quantidade ofertada é igual à quantidade demandada. Esse ponto é a intersecção das duas curvas no gráfico acima, o equilíbrio do mercado. Para uma determinada quantidade de um bem, o ponto do preço na curva da demanda permite determinar o valor, ou utilidade marginal[47] para os consumidores para essa unidade de produto. Ele indica a quantia que um consumidor estaria disposto a pagar por aquela unidade específica do bem: o seu custo marginal. O preço no ponto de equilíbrio é determinado pela conjugação da oferta e demanda. Por isso podemos dizer que, em mercados perfeitamente competitivos, a oferta e a demanda conseguem um equilíbrio entre o custo e o valor.[48]
2. Do lado da oferta, alguns fatores de produção são relativamente fixos no curto prazo, o que pode afetar os custos em caso de alteração do nível de produção. Por exemplo, equipamentos ou maquinaria pesada, espaço de fábrica adequado, e pessoal qualificado. Um fator de produção variável pode ser alterado facilmente, para se adequar ao nível de produção escolhido. Exemplos incluem: o consumo de energia elétrica, a maioria das matérias primas, horas extraordinárias e trabalhadores temporários. No longo prazo, todos os fatores de produção podem ser ajustados pela gestão. Mas estas diferenças podem resultar numa diferente elasticidade (rapidez de resposta) da curva da oferta no curto prazo, que podem implicar diferenças face aos resultados de longo prazo previstos pelo modelo. A oferta e demanda são usadas para explicar o comportamento dos mercados de concorrência perfeita, mas sua utilidade como modelo de referência é extensível a qualquer outro tipo de mercado. A oferta e demanda também pode ser generalizada para explicar a economia como um todo. Por exemplo a quantidade total produzida e o nível geral de preços (relacionado com a inflação) estudados pela macroeconomia. A oferta e demanda também pode ser usada para modelar a distribuição de renda pelos fatores de produção, como o capital e trabalho, através de mercados de fatores. Num mercado de trabalho competitivo, por exemplo, a quantidade de trabalho empregada e o preço do trabalho (o salário) são modelados pela demanda por trabalho (pelas firmas) e pela oferta de trabalho (pelos potenciais trabalhadores).
3. A economia do trabalho estuda as interações entre trabalhadores e empregadores através desses mercados, para explicar os níveis de salários e outros rendimentos do trabalho, o desenvolvimento de competências e capital humano, e o (des)emprego.[49] Na análise de oferta e demanda, o preço de um bem equilibra as quantidades produzidas e consumidas. Preço e quantidade são habitualmente descritos como sendo as características mais diretamente observáveis de um bem produzido no mercado.[50] Oferta, demanda e equilíbrio de mercado são construções teóricas que relacionam preço e quantidade. Mas traçar os efeitos dos fatores que de acordo com a teoria alteram a oferta e a demanda — e através delas, o preço e a quantidade — é o exercício habitual da microeconomia e macroeconomia aplicadas. A teoria econômica pode especificar sob que circunstâncias os preços podem funcionar como um mecanismo de comunicação eficiente para regular a quantidade.[51] Uma aplicação no mundo real pode ser tentar medir o quanto as variáveis que alteram a oferta e a demanda afetam o preço e a quantidade. A teoria elementar da oferta e demanda prediz que o equilíbrio será alcançado, mas não a velocidade de ajuste que pode ser provocado por alterações na oferta e/ou demanda.[52] Em muitas áreas, alguma forma de "inércia" do preço é postulada para explicar porque quantidades — e não preços — sofrem ajustes no curto prazo, devido a alterações tanto no lado da oferta quanto no da demanda. Isso inclui análises padrão de ciclos econômicos na macroeconomia. A análise frequentemente gira em torno de identificar as causas para essa inércia e suas implicações para que se alcance o equilíbrio de longo prazo previsto pela teoria. Exemplos em mercados específicos incluem níveis de salário nos mercados de trabalho e preços estabelecidos em mercados que se desviam da competição perfeita. A teoria econômica do marginalismo aplica os conceitos de marginalidade na economia. O conceito de marginalidade dá relevância ao significado da variação da quantidade de um bem ou serviço, por oposição ao significado da quantidade como um todo. Mais especificamente, o conceito central ao marginalismo propriamente dito é a utilidade marginal, mas uma corrente seguidora de Alfred Marshall baseou-se mais fortemente no conceito de produtividade marginal física para a explicação do custo.
4. A corrente neoclássica que emergiu do marginalismo britânico trocou o conceito de utilidade pelo de taxa marginal de substituição no papel central da análise. O marginalismo, tal como a teoria económica clássica, descreve os consumidores como agentes que almejam alcançar a posição mais desejada, sujeita a restrições como renda e riqueza. Descreve os produtores como agentes que buscam a maximização do lucro, sujeitos às suas próprias restrições (inclusive à demanda pelos bens produzidos, tecnologia e o preço dos insumos). Assim, para um consumidor, no ponto onde a utilidade marginal de um bem alcança zero, não há mais incremento no consumo desse bem. De forma análoga, um produtor compara a receita marginal contra o custo marginal de um bem, com a diferença sendo o lucro marginal. No ponto onde o lucro marginal alcança zero, cessa o aumento na produção do bem. Para o movimento em direção ao equilíbrio e para mudanças no equilíbrio, o comportamento também muda "na margem" — geralmente mais-ou-menos de algo, ao invés de tudo-ou-nada. Condições e considerações relacionadas se aplicam de forma mais geral a qualquer tipo de sistema econômico, baseados no mercado ou não, onde existe escassez.[53] A escassez é definida pela quantidade de bens produzíveis ou comerciáveis, tanto necessários quanto desejados, maior do que capacidade de produção.[38] As condições são em forma de restrições à produção de fatores finitos disponíveis. Tais restrições dos recursos descrevem um conjunto de possibilidades de produção. Para consumidores ou outros agentes, as possibilidades de produção e a escassez implicam que, mesmo que os recursos sejam plenamente utilizados, existem trade-offs, quer seja de rabanetes por cenouras, tempo livre por salário ou consumo presente por consumo futuro. A noção marginalista de custo de oportunidade é um instrumento para medir o tamanho do trade-off entre alternativas competidoras. Tais custos, refletidos nos preços, são usados para prever as reações á política pública, mudanças ou perturbações numa economia de mercado. Também são usadas para avaliar a eficiência econômica. De forma parecida, em uma economia planejada, relações de preço-sombra devem ser satisfeitas para um uso eficiente dos recursos.[54] Nesse caso também, o marginalismo pode ser usado como ferramenta, tanto para modelar unidades ou setores de produção quanto em relação aos objetivos do planejador central.

### Mercado e imperfeições de mercado

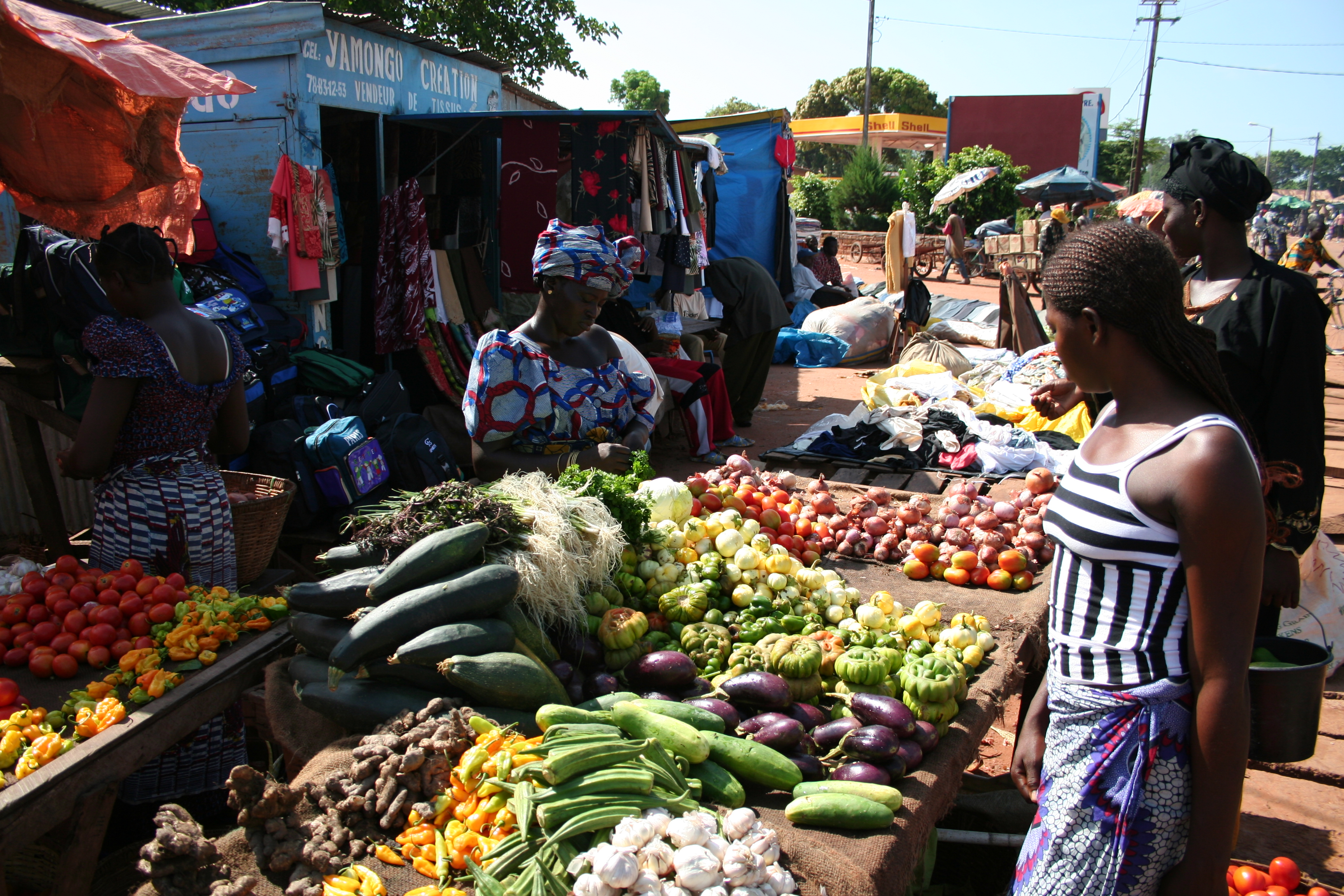
Um mercado tradicional é um espaço onde os compradores e vendedores se encontram

Agir pelo interesse individual conduz muitas vezes ao interesse geral, mas nem sempre é assim. Paul Krugman e Robin Wells notam que "a mão invisível não é sempre nossa aliada".
Uma falha de mercado é um situação na qual o mercado não consegue a alocação óptima dos recursos económicos e dos bens e serviços. Isso pode acontecer, por exemplo, no caso de um monopólio (ou de um cartel), ou de uma situação em que coexistam desemprego e falta de mão de obra, ou ainda a existência de poluição.
A falha de mercado, no sentido de alocação económica, é um conceito diferente da anomalia de mercado, que tem um caráter mais financeiro, não da falta de eficiência do mercado. A anomalia de mercado diz respeito ao rendimento financeiro e a uma anomalia nos preços devida a fenómenos comportamentais. Estes dois fenómenos podem ser a causa ou a consequência um do outro, ou resultar de uma causa comum.
O conceito de falha tem também um aspecto político, e por isso algo controverso, na medida em que serve para justificar intervenções políticas para “corrigir”, ou até mesmo suprimir, o mercado. Apesar disso, a generalidade dos economistas utiliza o termo mais para se referir às situações em que o funcionamento real de um mercado se afasta significativamente do mercado perfeito, devido ao efeito de três causas principais:
- de estruturas de mercado sub-optimais (falta de transparência, latência, etc.);[56]
- da não internalização de custos (como nos casos de externalidades, bens públicos e assimetria de informação, seleção adversa, risco moral e do problema do principal-agente);[57]
- das ineficiências de preço (não consideração de informação na formação dos preços) devidas a desvios comportamentais.[58][59]

O autores liberais, após o surgimento da teoria da escolha pública, acrescentam uma quarta causa, que na sua opinião tem consequências bem mais graves:
- as intervenções estatais. A expressão falha do Estado (no sentido de falha do governo, em inglês government failure), surge por analogia com a "falha de mercado".

### Novas teorias: compreendendo melhor a concorrência imperfeita
A partir da década de 1970 o paradigma dominante na microeconomia sofre uma inflexão de modo a melhor integrar todas as anomalias e imperfeições do mercado. Para Pierre Cahuc "a nova microeconomia foi construída progressivamente, a partir de críticas dispersas, muitas inicialmente de forma isolada, ao modelo walrasiano". De uma forma mais geral, para a economista Anne Perrot, o edifício teórico da microeconomia tradicional deixava "desarmado o economista que procurasse uma representação positiva do funcionamento do mercado". Esta mudança aconteceu num momento em que a macroeconomia buscava os seus fundamentos microeconómicos, de forma que iria gerar alguma convergência entre os dois campos.
O quadro geral da nova microeconomia é preferencialmente reduzido à análise de um só mercado e o seu estudo científico baseia-se mais em constatações que se julga serem representativas do funcionamento da economia (que são apelidados de "factos estilizados").
A nova microeconomia enfatiza os problemas relativos aos estímulos, à informação e à teoria dos jogos.
Por "estímulo" entende-se toda a ação de um agente económico (incluindo o Estado) que levem a certos agentes económicos adotar este ou aquele comportamento. Esta noção tem todo o sentido se considerarmos que a informação disponível é inevitavelmente limitada por um agente económico desejoso de incentivar outros agentes a ter comportamentos do seu interesse.
A teoria dos jogos, por seu lado, é um ramo da matemática aplicada que estuda as interações estratégicas entre agentes. Segundo essa teoria, os agentes escolhem as estratégias que maximizam os seus benefícios, sendo dadas as estratégias que os outros agentes irão escolher. Propõem um modelo formal das situações em que os decisores interagem com outros agentes.
A teoria dos jogos generaliza a abordagem de maximização desenvolvida anteriormente para a análise de mercados. Foi desenvolvida a partir do livro de 1944 Theory of Games and Economic Behavior, de John von Neumann e Oskar Morgenstern. É também empregue em numerosos domínios não económicos: estratégia nuclear, ética, ciência política e teoria evolucionista.
A extensão da abordagem microeconómica conduziu também ao desenvolvimento da "teoria dos contratos". Esta teoria conceptualiza as organizações, instituições, famílias e empresas como conjuntos de contratos (nós de contratos, na terminologia económica).
Uma empresa é, por exemplo, um nó composto por contratos de trabalho, ligando-a aos seus assalariados, por contratos ligando-a aos seus clientes e fornecedores, por contratos de produtos bancários e financeiros, por contratos legais ligando-a ao seu Estado ou região em matéria fiscal e de regulação. Os mercados são outro caso particular de nós de contratos, neste caso de contratos de comércio.
Os Estados, no sentido das organizações políticas que administram determinados espaços geográficos, são um outro exemplo de nó contratual, representando as Constituições contratos gerais ligando estas organizações ao povo que governam.
Um aspecto importante dos contratos é, regra geral, serem "incompletos", isto é, não conseguem especificar totalmente as obrigações das partes em todas as situações possíveis. O desenvolvimento desta teoria gerou naturalmente um aprofundamento das teorias da negociação e renegociação. De facto, o seu propósito é não só explicar como e porquê os contratos são formados entre os agentes, mas também as razões pelas quais eles os põem, ou não, em causa com o decorrer do tempo.
A nova microeconomia pode ser usada pela economia industrial, economia do trabalho e pela economia pública, devido à sua capacidade para se aproximar das preocupações práticas de certos industriais.

## Macroeconomia
A macroeconomia, também conhecida como "cross-section", examina a economia como um todo, "de cima para baixo", para explicar amplos agregados e suas interações. Tais agregados incluem as medições do produto nacional bruto, a taxa de desemprego, e inflação dos preços e subagregados como o consumo todas e os gastos com investimento e seus componentes. Ela também estuda os efeitos da política monetária e política fiscal. Desde pelo menos os anos 1960, a macroeconomia tem sido caracterizada pela integração cada vez maior com a modelagem de base micro de setores, inclusive a racionalidade dos agentes, o uso eficiente da informação no mercado, e a competição imperfeita. Isso tem abordado uma antiga preocupação sobre as inconsistências no desenvolvimentos da disciplina. A análise macroeconômica também considera fatores que afetem o nível de crescimento da renda nacional no longo-prazo. Tais fatores incluem a acumulação de capital, mudança tecnológica e crescimento da força de trabalho.

### Crescimento e economia do desenvolvimento

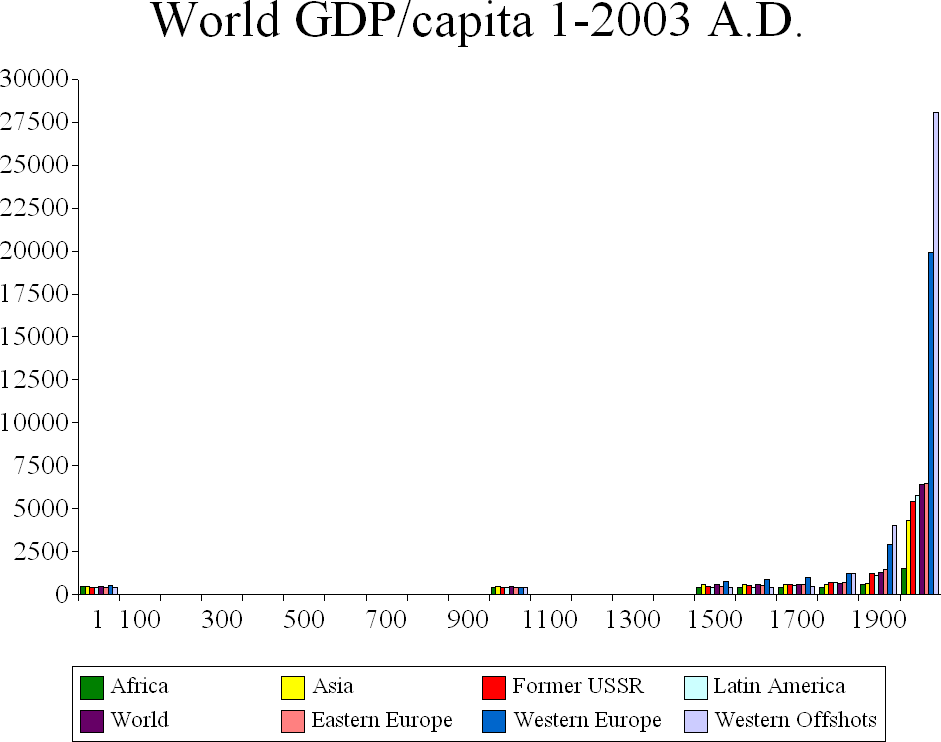
Gráfico do PNB per capita por região ao longo dos últimos 2000 anos. O PNB per capita é uma forma resumida de se medir o desenvolvimento econômico no longo-prazo.

A economia do desenvolvimento estuda fatores que explicam o crescimento econômico – o aumento na produção per capita de um país ao longo de um extenso período de tempo. Os mesmos fatores são usados para explicar diferenças no nível de produção per capita entre países. Fatores muito estudados incluem a taxa de investimento, crescimento populacional, e mudança tecnológica. Que estão representados em formas empíricas e teóricas (como no modelo de crescimento neoclássico) e na contabilidade do crescimento. O campo distinto da economia do desenvolvimento examina aspectos econômicos do processo de desenvolvimento em países de baixa renda focando em mudanças estruturais, pobreza, e crescimento econômico. Abordagens em economia do desenvolvimento frequentemente incorporam fatores políticos e sociais.

### Sistemas econômicos
Sistemas econômicos é o ramo da economia que estuda os métodos e instituições pelas quais sociedades determinam a propriedade, direção e alocação dos recursos econômicos e as suas respectivas trajetórias de desenvolvimento econômico. Um sistema econômico de uma sociedade é a unidade de análise. Entre sistemas contemporâneos em diferentes partes do espectro organizacional são os sistemas socialistas e os sistemas capitalistas, nos quais ocorre a maior parte da produção, respectivamente em empresas estatais e privadas. Entre esses extremos estão as economias mistas. Um elemento comum é a interação de influências políticas e econômicas, amplamente descritas como economia política. Sistemas econômicos comparados é a área que estuda a performance e o comportamento relativos de diferentes economias ou sistemas.

### Contas nacionais
A contabilidade nacional é um método para listar a atividade econômica agregada de uma nação. As contas nacionais são sistemas contábeis de partidas dobradas que fornecem informações detalhadas sobre a atividade econômica de um país. Essas incluem o produto nacional bruto (PNB), que fornece estimativas para o valor monetário da produção e da renda por ano ou por trimestre. O PNB permite que se acompanhe a performance de uma economia e seus componentes ao longo de ciclos econômicos ou períodos históricos. Dados de preços pedem permitir a distinção entre valores reais e nominais, isto é, corrigir totais monetários para refletir as variações nos preços ao longo do tempo. As contas nacionais também incluem aferições do estoque de capital, riqueza de uma nação, e fluxos internacionais de capital.

## Campos de aplicação da economia
A economia tem inúmeros campos de estudo, abordando temáticas específicas. Os códigos de classificação JEL constituem um sistema de classificação dos assuntos em economia muito usado em publicações da área.

### Economia aplicada ao poder público
A economia política junta economia, legislação e ciência política para explicar como as instituições políticas e o sistema económico (capitalista, socialista ou misto) interagem. Estuda questões como impacto na política seguida pelos governos de factores como monopólios, comportamento para obtenção de rendimento e externalidades. Para o prémio Nobel da economia Edmund Phelps "a economia política é o estudo das estruturas alternativas de rendimentos entre as quais a sociedade pode — e deve — escolher: como os mecanismos de um dado sistema, os impostos, subsídios, obrigações, deveres etc. atuam sobre os indivíduos e até que ponto funcionam bem ou mal?".
A economia pública ocupa-se do sector produtor de bens públicos e é frequentemente considerado um ramo da economia cujo objeto é o fornecimento de bens coletivos gratuitos cujos custos são financiados através de impostos.
De forma mais geral, integra também a produção de bens de mercado por empresas públicas. Estuda também as políticas que um Estado deve conduzir para promover o desenvolvimento económico e o bem-estar da população e os problemas de desigualdade social e redistribuição da riqueza.
Finanças públicas é o ramo da economia que lida com os gastos e receitas das entidades do setor público, geralmente o governo. Aborda questões como incidência fiscal (quem realmente paga um imposto), análise custo-benefício de programas do governo, efeitos na eficiência econômica e distribuição de renda de diferentes tipos de gastos e políticas fiscais. Essa última, um aspecto da teoria da escolha pública, modela o comportamento do setor público de forma análoga à microeconomia, envolvendo interações de eleitores, políticos e burocratas interessados em si mesmos.
A economia do bem-estar é um ramo normativo da economia que usa técnicas da microeconomia para determinar a eficiência de alocação e a distribuição de renda que lhe está associada. Visa medir o bem-estar social examinando as atividades econômicas dos indivíduos que compõem a sociedade.
A análise econômica do direito (Economic Analysis of Law ou Law and Economics em inglês) é a disciplina que procura explicar os fenómenos jurídicos através de métodos e conceitos da ciência económica. Usa de conceito econômicos para explicar os efeitos de normas legais a fim de determinar ou prever se serão economicamente eficientes.
São feitas críticas à intervenção pública. Para os economistas da teoria da escolha pública, os políticos e funcionários procuram o seu interesse individual e não o interesse geral. os primeiros procuram ser reeleitos, e os últimos procurar melhorar os seus rendimentos e poderes.
A busca de renda (do inglês rent-seeking) retrata o comportamento de indivíduos e organizações que procuram obter rendimentos através de regulamentação que lhe seja favorável, ao invés de o conseguir através de uma atividade realmente criadora de riqueza. Por exemplo, estudos neste domínio evidenciam a existência de esforços para assegurar situações de monopólio.

### Economia aplicada à empresa
A economia industrial, também conhecida nos Estados Unidos como organização industrial, estuda o comportamento estratégico das empresas, a estrutura dos mercados e suas interações. As estruturas comuns do mercado incluem competição perfeita, competição monopolística, várias formas de oligopólio e monopólio.
A economia gerencial aplica análise microeconômica para especificar decisões nas organizações. Ela se aproveita pesadamente de métodos quantitativos como pesquisa operacional e programação e também de métodos estatísticos como a regressão ausentes a certeza e informação perfeita. Um tema unificador é a tentativa de otimizar decisões de negócios, inclusive minimização de custo por unidade e maximização de lucro, dados os objetivos da firma e limitações impostas pela tecnologia e condições de mercado.

### Economia aplicada a um domínio particular

#### Economia individual
Segundo alguns autores, as necessidades do ser humano como indivíduo, tais como se alimentar, se abrigar e até mesmo respirar, exigem consumo de produtos conseguidos com uma atividade econômica, nesse caso chamada de "Economia Individual". Os extremos são os exemplos históricos ou literários clássicos como o de Santo Antão que viveu numa caverna do deserto da Arábia e que plantava trigo e fabricava pão para se sustentar; e de Robinson Crusoé que praticou várias atividades econômicas para se manter enquanto esteve isolado numa ilha oceânica. Outros autores, como Oscar Dias Corrêa, preferem não reconhecer tais atividades como econômicas ou pertencentes ao estudo da Economia.

#### Economia familiar
Nas famílias primitivas autossuficientes já se identificavam as diversas fases da Economia: o produto de todos (da caça, pesca, plantação e colheita) era distribuído pelos chefes da família e consumido. O grupo necessitava de um planejamento rudimentar das atividades, que ficava a cargo do chefe familiar que o aplicava de forma autoritária e que, além de distribuir as atividades, podia também racionar o consumo.

#### Economia internacional
O comércio internacional estuda os determinantes dos fluxos de bens e serviços através das fronteiras internacionais. Também estuda a quantidade e forma de distribuição dos ganhos com o comércio.
Aplicações em política incluem a capacidade de estimar os efeitos da alteração de taxas alfandegárias e quotas de comércio.
A primeira teoria de comércio internacional (teoria clássica de comércio internacional) foi formulada no início do século XIX por David Ricardo, também sendo conhecida por Teoria das Vantagens Comparativas ou Princípio das Vantagens Comparativas.
Finanças internacionais é uma área de estudo da macroeconomia que estuda os fluxos de capital através das fronteiras internacionais e os efeitos desses movimentos nas taxas de câmbio. O aumento do comércio de bens, serviços e capitais entre países é um dos maiores efeitos da globalização contemporânea.

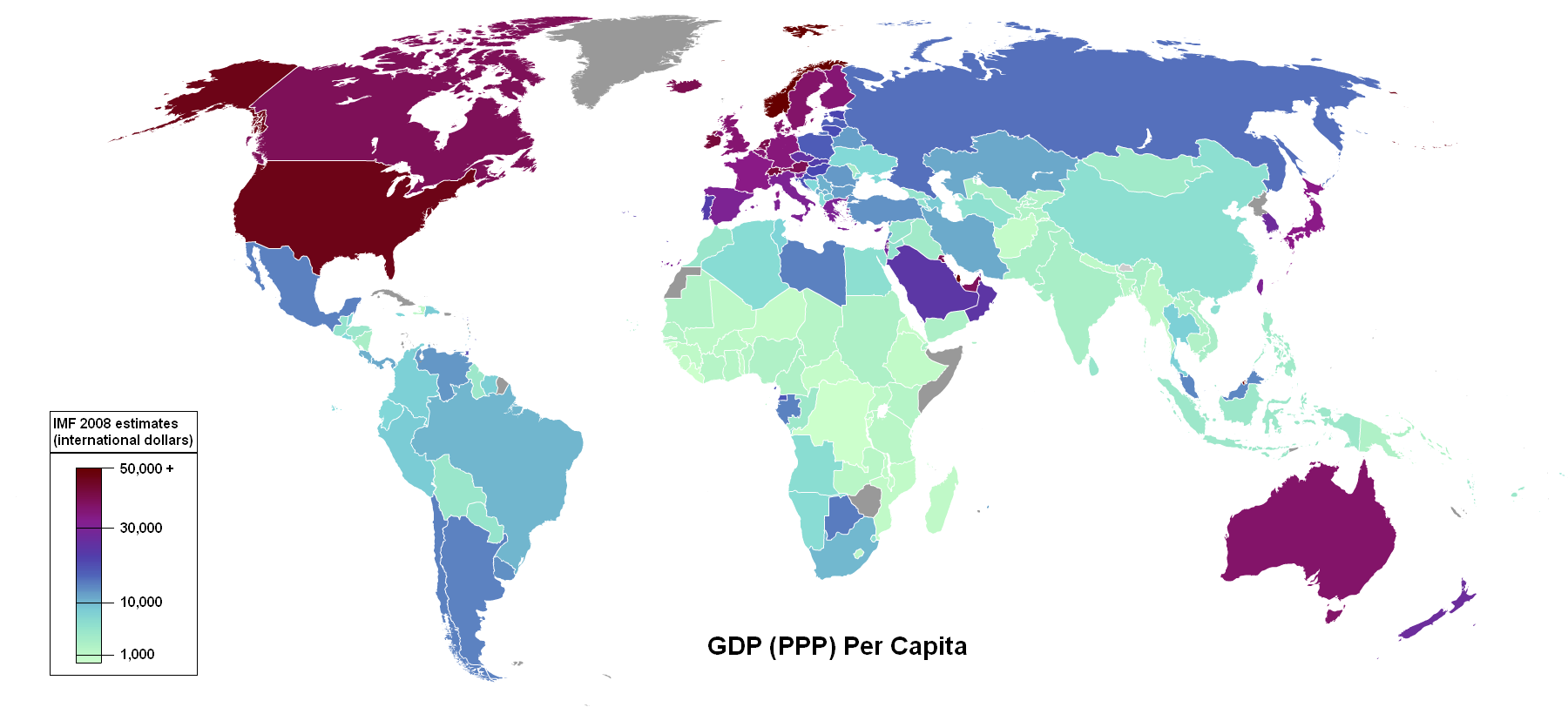
mapa do mundo mostrando países por PIB (PPP) per capita.

A área de estudo da economia do desenvolvimento aborda os aspetos económicos do processo de desenvolvimento nos países em vias de desenvolvimento, focando na mudança estrutural, pobreza e crescimento económico. As abordagens à economia do desenvolvimento incorporam frequentemente fatores sociais e políticos.
Sistemas económicos é o ramo da economia que estuda os métodos e instituições através dos quais as sociedades determinam a propriedade, direção, e alocação dos recursos económicos. O sistema económico de uma sociedade é a unidade de análise.
Os extremos do espetro de sistema económicos são as economias planificadas e os sistemas capitalistas, onde a maioria da produção é efetuada, respetivamente, em organizações detidas pelo estado ou pela iniciativa privada.
Como meio termo temos as economias mistas. Um elemento comum a qualquer dos sistemas é a interação entre o poder económico e político, largamente descrito pela economia política.

#### Economia agrícola
A economia da agricultura é uma das mais antigas e mais bem estabelecidas áreas da economia. É o estudo das forças econômicas que afetam o setor agrícola e o impacto do setor agrícola no resto da economia. É uma área da economia que, graças à necessidade de se aplicar a teoria microeconômica a situações complexas do mundo real, tem contribuído com avanços importantes de aplicação mais geral; o papel do risco e da incerteza, o comportamento das famílias e as ligações entre direito de propriedade e incentivos. Mais recentemente áreas como o comércio internacional de commodities e meio ambiente tem recebido grande atenção.

#### Economia da informação
A economia da informação examina como a informação (ou sua falta) afeta o processo decisório econômico. Um importante foco da disciplina é o conceito de assimetria de informação, onde um participante possui mais ou melhor informação que a outra. A existência da assimetria de informação abre espaço para o surgimento de problemas como risco moral e seleção adversa estudada na teoria dos contratos. A economia da informação tem relevância em muitas áreas como finanças, seguros, direito, e processo decisório em condições de risco e incerteza.

#### Economia do trabalho
A economia do trabalho procura entender o funcionamento do mercado e a sua dinâmica relacionada ao trabalho. Os mercados de trabalho funcionam através das interações entre trabalhadores e empregadores. A economia do trabalho observa os ofertantes de força-de-trabalho (trabalhadores), seus demandantes (empregadores) e tenta entender os padrões resultantes de salários e outras rendas do trabalho, de emprego e desemprego. Usos práticos incluem a assistência na formulação de políticas de pleno emprego.

## Métodos, teoria e prática

### Raciocínio econômico
A economia enquanto uma disciplina contemporânea se fia em estilos rigorosos de argumentação. Os objetivos incluem a formulação de teorias que sejam mais simples, mais frutíferas e mais confiáveis do que outras teorias ou nenhuma teoria. A análise pode começar com um simples modelo que propõe uma hipótese de uma variável a ser explicada por outra variável. Com frequência uma hipótese em economia é somente qualitativa, não quantitativa. Isto é, a hipótese implica a direção de uma mudança em uma variável, não o tamanho da mudança, para uma certa mudança de outra variável. Para clareza de exposição, a teoria pode proceder com a suposição de ceteris paribus, isto é, mantendo constante outros termos explicatórios que não aquele em questão. Por exemplo, a teoria quantitativa da moeda prediz um aumento no valor nominal da produção a partir de um aumento da oferta de moeda, ceteris paribus.
A teoria econômica é aberta às críticas de que ela confia em suposições irrealistas, não verificáveis ou altamente simplificadas. Um exemplo é a suposição da maximização do lucro pelas firmas competitivas. Respostas de executivos a perguntas sobre os fatores que afetam as suas decisões podem mostrar nenhum cálculo desse tipo.

### Métodos quantitativos e matemáticos
A ciência econômica como disciplina acadêmica frequentemente usa métodos geométricos, além de métodos literários. Outros métodos quantitativos e matemáticos também são frequentemente usados para análises rigorosas da economia ou de áreas dentro da economia. Tais métodos incluem os seguintes.

#### Economia matemática
A economia matemática se refere a aplicações de métodos matemáticos para representar a teoria econômica ou analisar problemas surgidos na economia. Esses métodos incluem cálculo e álgebra matricial. Autores citam suas vantagens na formulação e derivação de relações centrais em um modelo econômico com clareza, generalidade, rigor, e simplicidade. Por exemplo, o livro de Paul Samuelson Fundamentos da Análise Econômica (1947) identifica uma estrutura matemática comum através de vários campos da disciplina.

#### Econometria
A econometria aplica métodos matemáticos e estatísticos para analisar dados relacionados com modelos econômicos. Por exemplo, uma teoria pode levantar a hipótese de que pessoas com mais educação irão ter renda mais alta, na média, do que uma pessoa com menos educação, mantido o resto constante. Estimativas econométricas podem delimitar a magnitude e a significância estatística da relação. A econometria pode ser usada para tecer generalizações quantitativas. Essas incluem testar ou refinar uma teoria, descrever uma relação de variáveis no passado e prever variáveis futuras.

#### Teoria dos jogos
A teoria dos jogos é um ramo da matemática aplicada que estuda as interações estratégicas entre agentes. Nos jogos estratégicos, agentes escolhem estratégias que irão maximizar suas vantagens, dadas as estratégias que os outros agentes escolherem. Ela fornece uma abordagem formal para a modelação de situações sociais em que os decisores interagem com outros agentes.
A teoria dos jogos generaliza as abordagens ao problema da maximização desenvolvidas para analisar mercados como o modelo de oferta e demanda. O campo de estudo remonta ao clássico de 1944 Theory of Games and Economic Behavior de John von Neumann e Oskar Morgenstern. Tem encontrado aplicações significativas em muitas áreas fora da economia, incluindo a formulação de estratégia nuclear, ética, ciência política, e teoria evolucionária.

### Profissão
A profissionalização da economia, refletida no crescimento dos cursos de graduação, tem sido descrita como "a principal mudança na economia desde 1900". A maioria das principais universidades e faculdades tem um curso, escola ou departamento que atribui títulos académicos na área.
Há dezenas de prêmios concedidos a economistas a cada ano por contribuições intelectuais destacadas para o campo, o mais proeminente dos quais é o Prêmio do Banco da Suécia para as Ciências Econômicas em Memória de Alfred Nobel, embora não seja um Prêmio Nobel.
No mundo profissional, os economistas encontram ocupação como consultores, principalmente nos setores bancário e financeiro. No setor público podem trabalhar em várias agências e departamentos como o tesouro nacional, o Banco Central, e entidades oficiais de estatística, entre outros.

## História e escolas de pensamento

### Pensamento econômico antigo
O pensamento econômico na Antiguidade remonta às civilizações mesopotâmicas, Grega, Romana, Indiana, Chinesa, Persa e árabe. Dentro os autores mais notáveis estão Aristóteles, Chanakya, Qin Shi Huang, Tomás de Aquino e ibne Caldune. Joseph Schumpeter considerou inicialmente a escolástica tardia do período que vai do século XIV ao XVII como a "que chega mais perto do que qualquer outro grupo de ser os 'fundadores' da economia científica quanto às teoria monetária, de juros e do valor dentro de uma perspectiva das leis naturais. Depois de descobrir a obra Muqaddimah de ibne Caldune, no entanto, Schumpeter mais tarde considerou ibne Caldune o mais próximo antecedente da economia moderna, uma vez que muitas das suas teorias econômicas não eram conhecidas na Europa até épocas modernas.
Dois outros grupos, mais tarde chamados de ' mercantilistas e 'fisiocratas', influenciaram mais diretamente o desenvolvimento subsequente da disciplina. Ambos os grupos estavam associados com a ascensão do nacionalismo econômico e do capitalismo moderno na Europa. O mercantilismo era uma doutrina econômica que floresceu do século XVI ao XVIII através de uma prolífica literatura de panfleto quer de autoria de mercantes ou estadistas. Defendiam a ideia de que a riqueza de uma nação dependia da sua acumulação de ouro e prata. Nação que não tinham acesso à minas poderiam obter ouro e prata através do comércio internacional apenas se vendessem bens ao exterior e restringissem as importações que não fossem de ouro e prata. A doutrina advogava a importação de matérias-primas baratas para serem transformadas em produtos manufaturados destinados à exportação e também o intervencionismo estatal no sentido de impor tarifas protecionistas à importação de produtos manufaturados e a proibição de manufaturas nas colônias.
Os fisiocratas, um grupo de pensadores e escritores franceses do século XVIII, desenvolveram a ideia da economia como um fluxo circular. Adam Smith descreveu esse sistema com "todas as suas imperfeições" como "talvez a mais pura aproximação da verdade que já foi publicada" no assunto. Os fisiocratas acreditavam que somente a produção agrícola gerava um claro excedente sobre o custo, de forma que a agricultura constituía a base de toda riqueza. Assim, eles se opunham às políticas mercantilistas de promoção das manufaturas e do comércio em detrimento da agricultura, inclusive tarifas de importação. Advogavam a substituição do complexo e custoso sistema de arrecadação de tributos por um único imposto sobre a renda dos proprietários de terra. Variações sobre tal imposto fundiário foram retomadas por economistas posteriores (inclusive Henry George um século mais tarde) como uma fonte de receita que não distorcia tanto a economia. Como reação às copiosas regulamentações mercantilistas, os fisiocratas defendiam uma política de laissez-faire, que consistia numa intervenção estatal mínima na economia.

### Economia clássica

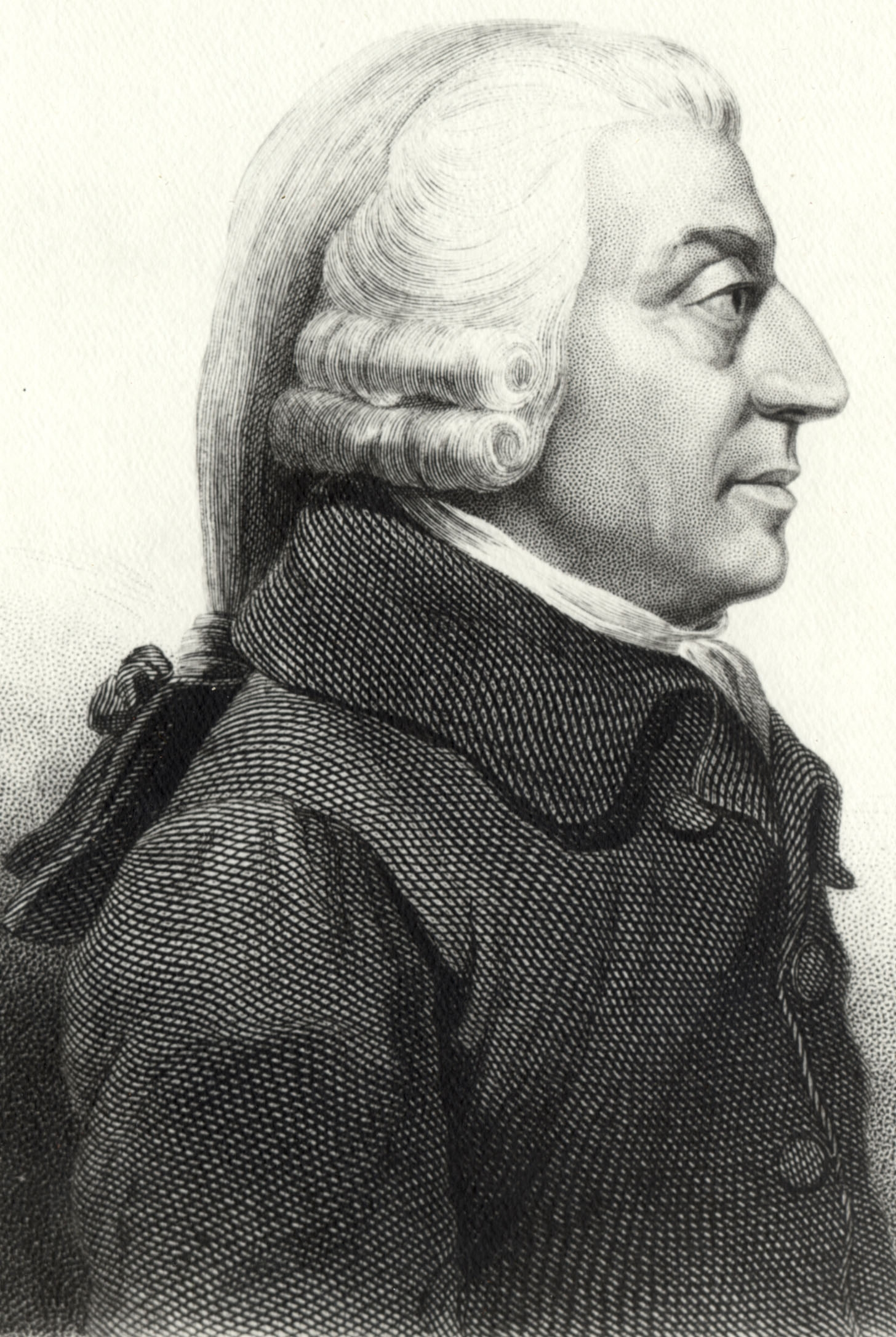
Adam Smith, autor da The Wealth of Nations, A Riqueza das Nações em português (1776), geralmente tido como pai da economia moderna.

Apesar das discussões sobre produção e distribuição terem uma longa história, a ciência econômica no seu sentido moderno como uma disciplina separada é convencionalmente datada a partir da publicação de A Riqueza das Nações de Adam Smith em 1776. Nesse trabalho, ele descreve a disciplina nesses exatos termos:
Economia política, considerada um ramo da ciência do estadista ou do legislador, propõe dois objetos distintos: primeiro, suprir renda ou produtos em abundância para o povo, ou, mais apropriadamente, possibilitar que provenham tal renda ou provento por si sós; e segundo, suprir o Estado ou Commonwealth com uma renda suficiente para os serviços públicos. Ela se propõe a enriquecer tanto o povo quanto o soberano.
Smith se referia à disciplina como 'economia política', mas esse termo foi gradualmente substituído por ciência econômica (economics) depois de 1870.
A publicação da obra A Riqueza das Nações de Adam Smith em 1776, tem sido descrita como o "efetivo nascimento da economia como uma disciplina separada". O livro identificava o trabalho, a terra e o capital como os três fatores de produção e maiores contribuidores para a riqueza de uma nação. Para Smith, a economia ideal seria um sistema de mercado auto-regulador que automaticamente satisfaria as necessidades econômicas da população. Ele descreveu o mecanismo de mercado como uma "mão invisível" que leva todos os indivíduos, na busca de seus próprios interesses, a produzir o maior benefício para a sociedade como um todo. Smith incorporou algumas das ideias dos fisiocratas, inclusive o laissez-faire, nas suas próprias teorias econômicas, mas rejeitou a ideia de que somente a agricultura era produtiva.
Na sua famosa analogia da mão invisível, Smith argumentou em favor da noção, aparentemente paradoxal de que os mercados competitivos tendem a satisfazer às necessidades sociais mais amplas, apesar de ser guiado por interesses-próprios. A abordagem geral que Smith ajudou a formular foi chamada do economia política e mais tarde de economia clássica e incluiu nomes notáveis como Thomas Malthus, David Ricardo e John Stuart Mill, que escreveram de 1770 a 1870, aproximadamente.
Enquanto Adam Smith enfatizou a produção de renda, David Ricardo na sua distribuição entre proprietários de terras, trabalhadores e capitalistas. Ricardo enxergou um conflito inerente entre proprietários de terras e capitalistas. Ele propôs que o crescimento da população e do capital, ao pressionar um suprimento fixo de terras, eleva os aluguéis e deprime os salários e os lucros.
Thomas Robert Malthus usou a ideia dos retornos decrescentes para explicar as baixa condições de vida na Inglaterra. De acordo com ele, a população tendia a crescer geometricamente sobrecarregando a produção de alimentos, que cresceria aritmeticamente. A pressão que uma população crescente exerceria sobre um estoque fixo de terras significa produtividade decrescente do trabalho, uma vez que terras cada vez menos produtivas seriam incorporadas à atividade agrícola para suprir a demanda.
O resultado seria salários cronicamente baixos, que impediriam que o padrão de vida da maioria da população se elevasse acima do nível de subsistência. Malthus também questionou a automaticidade da economia de mercado para produzir o pleno emprego. Ele culpou a tendência da economia de limitar o gasto por causa do excesso de poupança pelo desemprego, um tema que ficou esquecido por muitos anos até que John Maynard Keynes a reviveu nos anos 1930.
No final da tradição clássica, John Stuart Mill divergiu dos autores anteriores quanto a inevitabilidade da distribuição de renda pelos mecanismos de mercado. Mill apontou uma diferença dois papéis do mercado: alocação de recursos e distribuição de renda. O mercado pode ser eficiente na alocação de recursos mas não na distribuição de renda, ele escreveu, de forma que seria necessário que a sociedade intervenha.
A teoria do valor foi importante na teoria clássica. Smith escreveu que "o preço real de qualquer coisa… é o esforço e o trabalho de adquiri-la" o que é influenciado pela sua escassez. Smith dizia que os aluguéis e os salários também entravam na composição do preço de uma mercadoria. Outros economistas clássicos apresentaram variações das ideias de Smith, chamada 'Teoria do valor-trabalho'. Economistas clássicos se focaram na tendência do mercado de atingir o equilíbrio no longo prazo.

### Economia marxiana

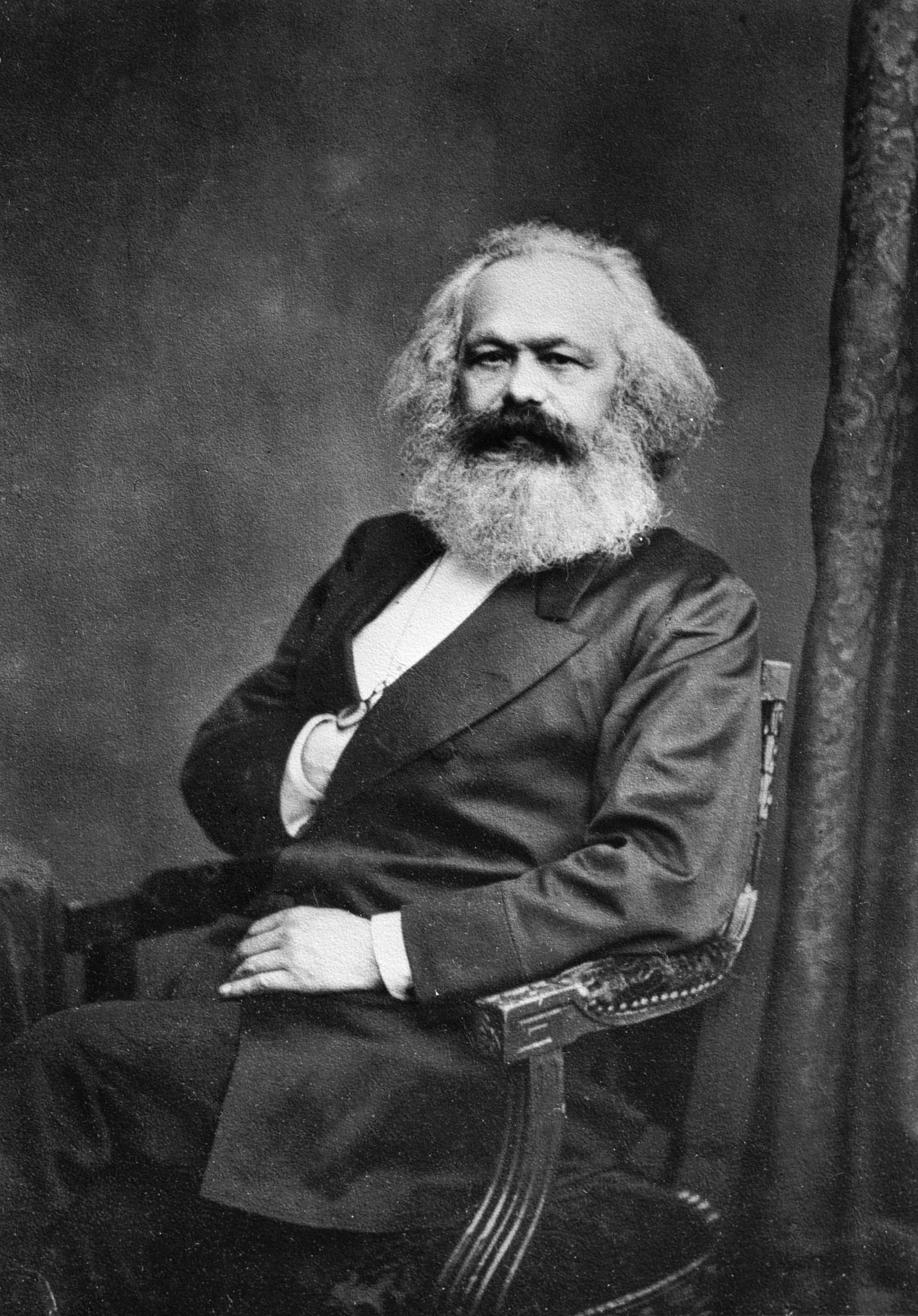
A escola econômica marxista vem do trabalho de Karl Marx.

A economia marxista, mais tarde chamada marxiana, descende da economia clássica, em particular da obra de Karl Marx. O primeiro volume da obra de Marx, O Capital, foi publicada em alemão em 1867. Nela, Marx foca escreve sobre sua "teoria do valor-trabalho" e o que ele considera a exploração do trabalho pelo capital. Assim, a teoria do valor-trabalho, além de ser uma simples teoria dos preços, se transformou em um método para medir a utilização do trabalho num sistema capitalista, apesar de disfarçadas pela economia política "vulgar".

### Economia neoclássica
Um corpo teórico mais tarde chamado de 'economia neoclássica' ou 'economia marginalista' se formou entre 1870 e 1910. A expressão economics foi popularizada na língua inglesa por economistas neoclássicos como Alfred Marshall, como substituto para 'economia política'. A economia neoclássica sistematizou a oferta e demanda como determinantes conjuntos do preço e da quantidade transacionada em um equilíbrio de mercado, afetando tanto a alocação da produção quanto a distribuição de renda. Ela dispensou a teoria do valor-trabalho em favor da teoria do valor-utilidade marginal no lado da demanda e uma teoria mais geral de custos no lado da oferta.
Na microeconomia, a economia neoclássica diz que os incentivos e os custos tem um papel importante no processo de tomada de decisão. Um exemplo imediato disso é a teoria do consumidor da demanda individual, que isola como os preços (enquanto custos) e a renda afetam a quantidade demandada. Na macroeconomia é refletida numa antiga e duradoura síntese neoclássica com a macroeconomia keynesiana.
A economia neoclássica é a base do que hoje é chamada economia ortodoxa, tanto pelos críticos quanto pelos simpatizantes, mas com muitos refinamentos que ou complementam ou generalizam as análises anteriores , como a econometria, a teoria dos jogos, a análise das falhas de mercado e da competição imperfeita, assim como o modelo neoclássico do crescimento econômico para a análise das variáveis de longo-prazo que afetam a renda nacional.

### Economia keynesiana

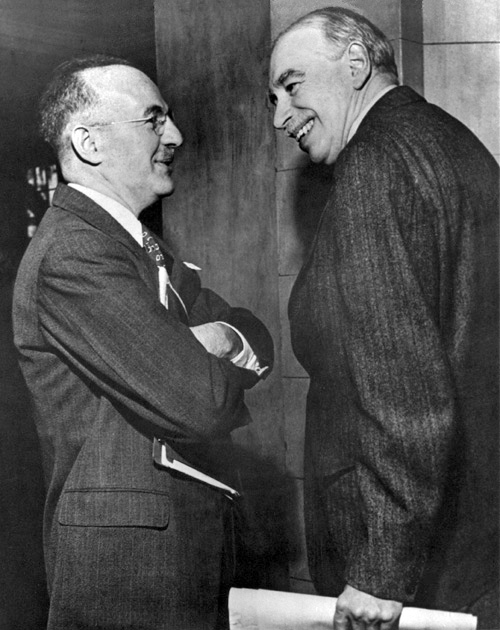
John Maynard Keynes (acima, a direita), grandemente considerado um dos maiores nomes da economia.

A economia keynesiana deriva de John Maynard Keynes, em particular do seu livro A Teoria Geral do Emprego, do Juro e da Moeda (1936), que deu início à macroeconomia como um campo de estudo distinto. O livro foca nos determinantes da renda nacional no curto prazo, em que os preços são relativamente inflexíveis. Keynes tentou explicar com riqueza de detalhes teóricos por que o alto desemprego poderia não ser auto-corrigido devido a baixa "demanda efetiva" e por que mesmo a flexibilidade dos preços e a política monetária pode não ser suficiente para corrigir a situação. Expressão como "revolucionário" foram aplicadas ao livro devido ao seu impacto na análise econômica.
A economia keynesiana teve dois sucessores. A economia pós-keynesiana que busca resgatar as principais contribuições da Teoria Geral de Keynes, tendo economistas com pontos de vista plurais. É geralmente associada à Universidade de Cambridge e à obra de Joan Robinson. A nova economia keynesiana também está associada com desenvolvimentos à maneira keynesiana. No Brasil, grandes centros Keynesianos estão em Campinas, UNICAMP e no Rio de Janeiro, UFRJ.
Na verdade, a economia keynesiana não estabelece restrição alguma de preços e salários, o que Keynes disse foi o seguinte: em uma recessão, caso exista flexibilidade de preços e salários, o problema econômico será mais grave e ocorrerá de forma cumulativa. Por que? Na lógica individual da empresa (a microeconômica), com a crise faz sentido para a empresa reduzir salários e demitir funcionários. Contudo, aplicando a lógica para todo um setor ou para toda economia, a facilidade de reduzir salários e demitir acaba por deprimir ainda mais a economia, pois se de um lado o trabalhador é um custo para a empresa individual, de outro ele é consumidor de outras empresas. Caso ocorra o fato de muitos serem desempregados e a redução da renda for acentuada, a demanda agregada se reduzirá ainda mais. Desta forma o faturamento dos vários setores se reduzirá ainda mais, e o esforço de redução de custos inicial será solapado e o processo entra em nova espiral, agravando a crise, com mais queda de faturamento, mais redução de renda, mais desemprego.
Economia keynesiana significa estudar como a economia funciona na realidade, na qual os agentes modificam suas decisões frente a mudança de expectativas sobre o futuro (que não é passível de certeza matemática)  Economia keynesiana enfatiza que o objetivo da produção é o lucro, mas que os agentes não maximizam previamente o lucro, dependem das decisões de todos os demais agentes sobre o que eles vão fazer com seu dinheiro, isto é, quanto as pessoas vão consumir de sua renda, quanto vão poupar, de que forma vão poupar, e além da poupança, como vão aplicar seu estoque de riqueza, qual taxa de retorno desejam, com qual liquidez e a que risco. Sendo isto válido para o público em geral, empresários, banqueiros e instituições financeiras.

### Outras escolas e abordagens
Outras escolas reconhecidas ou linhas de pensamento relacionadas a um estilo próprio de fazer economia, disseminadas por um grupo bem conhecido de acadêmicos incluem a Escola Austríaca, Escola de Chicago, a Escola de Friburgo, a escola de Lausanne e a Escola Superior de Economia de Estocolmo.
Dentro da macroeconomia há, em ordem geral de aparecimento na literatura: economia clássica, economia keynesiana, a síntese neoclássica, economia pós-keynesiana, monetarismo, nova economia clássica e Economia pelo lado da oferta. Novos desenvolvimentos alternativos incluem economia ecológica, economia evolucionária, teoria da dependência, economia estruturalista, teoria dos juros da abstinência e teoria do sistema-mundo.

### Definições históricas da economia
Discussões influentes nos primórdio da economia política estavam relacionadas com a riqueza amplamente definida, como na obra de David Hume e Adam Smith. Hume argumentava que ouro adicional sem incremento da produção só servia para aumentar os preços. Smith também descreveu a riqueza real não em termos de ouro e prata como anteriormente, mas como a "produção anual do trabalho e da terra da sociedade".
John Stuart Mill definiu a economia como "a ciência prática de produção e distribuição de riqueza"; esta foi a definição adotada pelo Concise Oxford English Dictionary apesar de não incluir o papel vital do consumo. Para Mill, a riqueza é definida como o estoque de coisas úteis.
Definições da disciplina em termos de riqueza enfatizam a produção e o consumo. Essa definição foi acusada pelos críticos por ser estreita demais, colocando a riqueza à frente do homem. Por exemplo, John Ruskin chamou a economia política de "a ciência de ficar rico" e a "bastard science".
Definições mais amplas se desenvolveram para incluir o estudo do homem, da atividade humana e do seu bem-estar. Alfred Marshall, no seu livro Principles of Economics, escreveu, "A Economia Política ou Economia é um estudo da humanidade nos negócios da vida cotidiana; ela examina essa parte do indivíduo e da ação social que é mais fortemente ligada ao uso dos requisitos materiais para o bem-estar".

## Crítica

### A economia é uma ciência?
Uma das características de qualquer ciência é o uso do método científico, com a exigência de estabelecer hipóteses e fazer predições que possam ser testadas com dados empíricos, onde os resultados são passíveis de serem demonstrados e repetidos, através da reprodução das mesmas condições da experiência.
Em economia são conduzidos algumas experiências em áreas aplicadas, em particular nos sub-campos da economia experimental e comportamento do consumidor, focados na experimentação usando sujeitos humanos; e no sub-campo da econometria, focada em testar hipóteses quando os dados estatísticos não são gerados em experimentos controlados. No entanto, à semelhança das outras ciências sociais, pode ser difícil os economistas conduzirem certos experimentos formais devido a questões práticas e morais envolvendo sujeitos humanos.
O estatuto das ciências sociais como ciências empíricas, ou mesmo ciências, tem sido objeto de discussão desde o século XX. Alguns filósofos e cientistas, notavelmente Karl Popper, afirmam que nenhuma hipótese, proposição ou teoria empírica podem ser considerada científica se nenhuma observação puder ser feita que a possa contradizer, insistindo numa falseabilidade estrita (ver positivismo).
Os críticos alegam que a economia não pode atingir sempre a falseabilidade popperiana, mas os economistas apontam os muitos exemplos de experimentos controlados que fazem exatamente isso, apesar de conduzidos em laboratório.
Enquanto a economia tem produzido teorias que se correlacionam com os comportamentos observados na sociedade, a economia não gera leis naturais ou constantes universais devido à sua dependência de argumentos não físicos. Isso tem levado alguns críticos a argumentar que a economia não é uma ciência. Em geral, os economistas respondem que, enquanto esse aspecto apresenta sérias dificuldades, eles de fato testam as suas hipóteses usando métodos estatísticos como a econometria usando dados gerados no mundo real. O campo da economia experimental tem feito esforços para testar pelo menos algumas das predições de teorias econômicas em ambientes simulados em laboratório – um esforço que rendeu a Vernon Smith e Daniel Kahneman o Prêmio Nobel em Economia em 2002.
Apesar de que a maneira convencional de conectar um modelo econômico com o mundo é através da análise econométrica, a professora e economista Deirdre McCloskey, através da crítica McCloskey, cita muitos exemplos em que professores de econometria usaram os mesmos dados para tanto provar e negar a aplicabilidade das conclusões de um modelo. Ela argumenta que muito dos esforços dispendidos por economistas em equações analíticas é essencialmente esforço desperdiçado (posição seguida por economistas brasileiros como Pérsio Arida).Os econometristas respondem que essa é uma objeção a qualquer ciência, não apenas à economia. Críticos de McCloskey replicam dizendo que, entre outras coisas, ela ignora exemplos em que a análise econômica é conclusiva e que as suas afirmações são ilógicas. Alguns economistas, como ganhador do Prêmio Nobel Friedrich Hayek, são da opinião que a tendência para a economia imitar os métodos e procedimentos das ciências físicas leva a resultados não científicos, por se tratar da aplicação mecânica e não crítica de hábitos de pensamento vindos de áreas sem as especificidades das ciências sociais. A área econômica também é conhecida por ser excessivamente abstrata e se fechar para o mundo real.
A economia já foi apelidada de "ciência sombria" (The dismal science no original em inglês), de forma humorística e até mesmo depreciativa. A expressão é atribuída ao historiador vitoriano Thomas Carlyle, no século XIX. Afirma-se que Carlyle apelidou a economia de "ciência sombria" como resposta aos escritos do reverendo Thomas Robert Malthus do final do século XVIII, que sinistramente previa a fome como resultado do crescimento projetado da população exceder o taxa de aumento da oferta de alimentos. No entanto, a expressão foi efetivamente usada por Carlyle no contexto de um debate com John Stuart Mill sobre a escravidão, no qual Carlyle argumentava a favor e Mill contra.
Também existe controvérsia acerca da relação entre a economia e a política.
Alguns economistas, como John Stuart Mill ou Leon Walras, defenderam que a produção de riqueza não deveria estar ligada à sua distribuição. A primeira está no campo da "economia aplicada" enquanto a segunda pertence à "economia social" e é em grande parte uma questão de poder e política.

### Crítica aos pressupostos usados
Certos modelos usados por economistas são criticados, até por outros economistas, pela sua dependência de pressupostos irrealistas, não observáveis ou não verificáveis. Uma resposta a essas críticas é que os pressupostos irrealistas resultam de abstrações que simplificam detalhes pouco importantes, e que tais abstrações são necessárias em um mundo real complexo. Isso significa que os pressupostos simplificadores, ao invés de afetar o valor epistêmico da economia, são essenciais para a formação do conhecimento em economia. Os economistas são também criticados por ignorar o papel da dívida das sociedades. A classe é considerada fechada em relação ao mundo real, e de se julgar acima da mesma. A profissão é tida também como uma religião.
Um estudo chamou essa explicação de "defesa abstracionista" e concluiu que essa defesa não invalida a crítica aos pressupostos irrealistas. No entanto não existe um consenso sobre esta questão, e diferentes campos da economia chegaram a conclusões suportadas em evidências empíricas com diferentes graus intensidade.
Os conceitos que costumam ser considerados como "axiomas" são simplificações da realidade mas que se espera serem consistentes com a observação empírica.
Alguns exemplos crenças ou axioma compartilhados por muitos economistas do mainstream são:
- Racionalidade = Interesse-próprio: Supõe que a "racionalidade" implica "interesse-próprio" e vice-versa. No entanto isso não descarta o altruísmo. O altruísmo pode ser visto como um caso em que o interesse-próprio de um indivíduo inclui fazer o bem aos outros. Outros pontos de vista afirmam que essa afirmação não deixa muito espaço para o altruísmo, e na verdade o desencoraja, um tanto como um dilema do prisioneiro global, i.e.: Se pessoas "racionais" não são altruístas, então eu também não deveria ser, ad infinitum. No entanto, esse "axioma" tem, desde então, sido sujeitado a vários experimentos e concluiu-se que mesmo o altruísmo poderia ser modelado como uma forma de interesse-próprio, quando todas as pressões sociais são consideradas;[138][139]
- Bem-estar = Consumo: Supõe que os seres humanos são felizes se e quando consomem. Em conjunto com outra sua posição aceite, da insaciabilidade do consumo, implica que os seres humanos nunca podem permanecer felizes. Apesar de a versão original ser simplificada demais, observações empíricas mais recentes confirmaram uma relação entre o sentimento de bem-estar e determinados fatores como a renda;[155]
- Atomismo: Supõe que seres humanos são atomistas, isto é, as suas preferências são independentes. Essa é outra simplificação tanto da economia quanto das crenças específicas dos economistas. A modelação baseada nos agentes e a economia experimental produziram resultados que são consistentes com essa teoria.

A questão dos pressupostos é delicada. Por um lado eles permitem que os problemas sejam "tratáveis". Por outro não podem ser demasiado simplificados sob pena de não conseguir retratar eficazmente o comportamento dos agentes económicos. O crescimento na teoria da microeconomia viola a teoria das Leis da termodinâmica nos estudos efetuados no final dos século XX.

### Crítica das contradições
A economia é um campo de estudo com várias escolas e correntes de pensamento. Como resultado, há uma distribuição significativa de opiniões, abordagens e teorias. Algumas dessas chegam a conclusões opostas ou, devido à diferenças nos pressupostos, se contradizem.

### Economia e política
Alguns economistas, como John Stuart Mill ou Leon Walras, defenderam a ideia de que a produção de riqueza não deveria ser limitada à sua distribuição. A produção estaria mais no campo da "economia aplicada" enquanto a distribuição na "economia social" e seria em grande medida uma questão política. A economia per se, como ciência social, não se baseia em atos políticos de qualquer governo ou outra organização política, no entanto, muitos políticos ou indivíduos em posições de mando que podem influenciar as vidas de outras pessoas são conhecidas por usarem arbitrariamente uma infinidade de conceitos da teoria econômica e retórica como veículos para legitimar agendas e sistemas de valor, e não limitam suas observações aos assuntos relevantes para as suas responsabilidades. A íntima relação de teoria e prática econômica com a política é um foco de disputas que pode nublar ou distorcer as ideias originais mais despretensiosas da economia, e é frequentemente confundida com agendas sociais específicas e sistemas de valor.
Questões como a independência do banco central, políticas do banco central e retórica nos discursos de presidentes do banco central sobre as premissas das políticas macroeconômicas (monetária e fiscal) dos Estados, são focos de dissenso e criticismo.

#### Economia e ideologias
Por exemplo, é possível associar a promoção da democracia por parte dos EUA pela força no século XXI, o trabalho de Karl Marx no século XIX ou o embate entre capitalismo e comunismo durante a guerra fria como questões de economia. Apesar da economia não fazer quaisquer juízos de valor, essa pode ser uma das razões pelas quais a economia pode ser vista como não baseada na observação empírica e no teste de hipóteses. Como uma ciência social, a economia tenta se focar nas consequências e eficiências observáveis de diferentes sistemas econômicos sem necessariamente fazer nenhum juízo de valor a respeito de tais sistemas — por exemplo, ao examinar a economia de sistemas autoritários, igualitários, ou mesmo um sistema de castas sem fazer quaisquer julgamentos a respeito da moralidade de qualquer um deles.

#### Ética e economia
A relação entre ética e economia é complexa. Muitos economistas consideram escolhas normativas e juízos de valor — como o que seria preciso ou necessário, ou o que seria melhor para a sociedade — questões pessoais ou políticas fora do âmbito da economia. Uma vez que um governo ou economia estabelece um conjunto de objetivos, a economia pode fornecer insight sobre a melhor forma de se atingi-los.
Outros enxergam a influência das ideias econômicas, como aquelas que permeiam o capitalismo moderno, promovendo um determinado sistema de valores com os quais eles podem ou não concordar. (Veja, por exemplo, consumismo e Dia do Compre Nada.) De acordo com alguns pensadores, uma teoria econômica também é, ou implica, uma teoria de raciocínio moral.
A premissa do consumo responsável é que o consumidor deve levar em consideração preocupações éticas e ambientais, além das tradicionais considerações econômicas e financeiras, quando tomar decisões de compra.
Por outro lado, a alocação racional dos recursos limitados em prol do bem e segurança públicos também é uma área da economia. Alguns tem apontado que não estudar as melhores formas de alocar recursos para metas como saúde e segurança, o meio ambiente, justiça, ou assistência a desastres seria uma forma de ignorância voluntária que resultaria em menos bem-estar ou mesmo em mais sofrimento. Nesse sentido, não seria ético ignorar o lado econômico de tais questões.

#### Efeito na sociedade
Alguns poderiam dizer que estruturas de mercado e outras formas de distribuição de bens escassos, sugeridos pela economia, afetam não apenas seus "desejos e vontades" mas também "necessidades" e "hábitos". Muito da chamada "escolha" econômica é considerada involuntária, certamente dada por condicionamento social porque as pessoas passaram a esperar uma certa qualidade de vida. Isso leva a uma das mais debatidas áreas na política econômica hoje, a saber, o efeito e eficácia das políticas de bem-estar. Os libertários enxergam isso como uma falha com respeito ao raciocínio econômico — eles argumentam que a redistribuição de riqueza é moral e economicamente errada. Já os socialistas veem aí uma falha da economia em respeitar a sociedade, argumentando que as disparidades de renda não deveriam ter sido permitidas para começar. Essa controvérsia levou à economia do trabalho no século XIX e na economia do bem-estar no século XX antes de serem incluídas na teoria do desenvolvimento humano.
O antigo nome da economia, economia política, ainda é frequentemente usado em vez de "economia", especialmente por algumas escolas como a marxista. O uso dessa expressão normalmente sinaliza um desacordo fundamental com a terminologia ou paradigma da economia de mercado. A economia política traz explicitamente considerações políticas e sociais em sua análise e é, portanto, amplamente normativa.
A economia marxista geralmente nega o trade-off de tempo por dinheiro. No ponto de vista marxista, é o trabalho que define o valor das mercadorias. As relações de troca dependem de que haja trabalho prévio para a determinação de preços. Os meios de produção são portanto a base compreender a alocação de recursos entre as classes, já que é nesta esfera que a riqueza é produzida. A escassez de qualquer recurso físico em particular é subsidiário à questão central das relações de poder atrelada ao monopólio dos meios de produção. Se calcula que no Brasil 40% do PIB é consumido em atividades correlatas as ciências gerenciais.